# Нану (футболіст)
Еуланіу Анжелу Чіпела Гоміш  (порт. Eulânio Ângelo Chipela Gomes / Nanu; нар. 17 травня 1994, Коїмбра, Португалія) або просто Нану — бісауський та португальський футболіст, правий вінґер та правий захисник «Порту» та національної збірної Гвінеї-Бісау, який виступає в оренді за «Даллас».

## Клубна кар'єра
Вихованець клубів «Табоейра» та «Бенфіка». На початку липня 2011 року опинився в структурі «Бейра-Мару». На професіональному рівні за вище вказаний клуб дебютував 27 липня 2013 року в поєдинку Кубку португальської ліги проти «Портімоненсі», в якому на 80-й хвилині замінив Тіагу Сінтру. 12 серпня 2013 року дебютував за «Бейра-Мар» в Сегунда-Лізі в поєдинку проти «Порту Б». У 2014 році виступав в оренді за «Гафанью». На початку 2018 року вільним агентом підписав контракт із «Марітіму», де для отримання ігрової практики грав за дублюючий склад. 15 квітня 2018 року у матчі проти «Морейренсі» дебютував у Прімейра-Лізі. 16 лютого 2020 року в поєдинку проти «Пасуш-де-Феррейра» відзначився дублем, відзначився першими голами за «Марітіму».
2020 року Нану перейшов до «Порту». 20 вересня у матчі проти «Санта-Клари» дебютував за новий клуб.
10 січня 2022 року відправився в оренду, розраховану на один сезон, до представника Major League Soccer «Даллас».

## Кар'єра в збірній
У футболці національної збірної Гвінеї-Бісау дебютував 8 червня 2019 року в товариському поєдинку проти Анголи, в якому вийшов на поле в стартовому складі. Учасник Кубку африканських націй 2019 року, на якому зіграв у матчах проти Беніну та Гани. 4 вересня у відбірковому матчі чемпіонату світу 2022 року проти збірної Сан-Томе і Принсіпі Нану забив свій перший гол за національну команду.

### Голи за збірну
Рахунок та результат збірної Гвінеї-Бісау в таблиці подано на першому місці.
| №  | Дата           | стадіон                                                      | Суперник            | Рахунок | Результат | Змагання                           |
| -- | -------------- | ------------------------------------------------------------ | ------------------- | ------- | --------- | ---------------------------------- |
| 1. | 4 вересня 2019 | Національний стадіон 12 липня, Сан-Томе, Сан-Томе і Принсіпі | Сан-Томе і Принсіпі | 1–0     | 1–0       | кваліфікація чемпіонату світу 2022 |